# Luiz Fernando (calciatore 1971)
Luiz Fernando Gomes da Costa, detto Luiz Fernando (Porto Alegre, 15 novembre 1971), è un ex calciatore brasiliano, di ruolo centrocampista.

## Carriera

### Club
Dopo aver giocato varie gare del campionato di calcio brasiliano con la maglia dell'Sport Club Internacional, si mise in evidenza al campionato mondiale di calcio Under-20 1991, guadagnandosi il trasferimento al Real Madrid, con cui rimase fino al 1993; tornato in Brasile, giocò per Cruzeiro, Internacional, Ponte Preta e Goiás tra le altre, prima di chiudere la carriera nel 2004 con la piccola società del Pelotas.

### Nazionale
Con la Nazionale di calcio del Brasile Under-20 ha giocato e vinto il Campionato sudamericano di calcio Under-20 1991 ed ha partecipato al Mondiale Under-20 1991

## Palmarès

### Club

#### Competizioni nazionali
- Campionato Gaúcho: 1

Internacional: 1992
- Coppa di Spagna: 1

Real Madrid: 1992-1993
- Coppa del Brasile: 1

Cruzeiro: 1996
- Campionato Mineiro: 1

Cruzeiro: 1996

#### Competizioni internazionali
- Copa de Oro: 1

Cruzeiro: 1995

### Nazionale
- Sudamericano Sub-20: 1

1991